# Milrinone
Milrinone, thường được biết đến và bán trên thị trường dưới tên thương hiệu Primacor, là một loại thuốc được sử dụng ở những bệnh nhân bị suy tim. Nó là một chất ức chế phosphodiesterase 3 có tác dụng làm tăng sức co bóp của tim và giảm sức cản mạch máu phổi. Milrinone cũng có tác dụng làm giãn mạch giúp giảm áp lực (hậu tải) lên tim, do đó cải thiện hoạt động bơm của nó. Mặc dù nó đã được sử dụng ở những người bị suy tim trong nhiều năm, các nghiên cứu cho thấy milrinone có thể biểu hiện một số tác dụng phụ tiêu cực đã gây ra một số tranh luận về việc sử dụng lâm sàng.
Nhìn chung, milrinone hỗ trợ hoạt động của tâm thất bằng cách làm giảm sự thoái hóa của cAMP và do đó làm tăng mức độ phosphoryl hóa của nhiều thành phần trong tim góp phần vào sự co bóp và nhịp tim. Milrinone sử dụng sau phẫu thuật tim đã được tranh luận vì nguy cơ rối loạn nhịp nhĩ sau phẫu thuật. Tuy nhiên, trong thời gian ngắn, milrinone được coi là có lợi cho những người bị suy tim và một liệu pháp hiệu quả để duy trì chức năng tim sau phẫu thuật tim. Không có bằng chứng về bất kỳ tác dụng có lợi lâu dài nào đối với sự sống còn. Ở những bệnh nhân nguy kịch với bằng chứng rối loạn chức năng tim, có bằng chứng chất lượng tốt hạn chế để khuyến nghị sử dụng nó.

## Sức co bóp trong tim
Những người trải qua một số dạng suy tim có sự giảm đáng kể khả năng co bóp của các tế bào cơ trong tim (tế bào cơ tim). Sự suy yếu hợp đồng này xảy ra thông qua một số cơ chế. Một số vấn đề chính liên quan đến giảm khả năng co bóp ở những người bị suy tim là những vấn đề phát sinh từ sự mất cân bằng nồng độ calci. Calci cho phép myosin và actin tương tác, cho phép bắt đầu co bóp trong tế bào cơ tim. Ở những người bị suy tim, có thể có một lượng calci giảm trong các tế bào cơ tim làm giảm calci có sẵn để bắt đầu co bóp. Khi sự co bóp giảm, lượng máu được bơm ra khỏi tim vào tuần hoàn cũng bị giảm theo. Việc giảm cung lượng tim này có thể gây ra nhiều hệ lụy toàn thân như mệt mỏi, ngất và các vấn đề khác liên quan đến giảm lưu lượng máu đến các mô ngoại biên.

## Cơ chế hoạt động
Cyclic adenosine monophosphate (cAMP) gây tăng kích hoạt protein kinase A (PKA). PKA là một enzyme giúp phosphoryl hóa nhiều yếu tố của bộ máy hợp đồng trong tế bào tim. Trong ngắn hạn, điều này dẫn đến sự gia tăng lực co bóp. Phosphodiesterase là enzyme chịu trách nhiệm cho sự phân hủy của cAMP. Do đó, khi phosphodiesterase hạ thấp mức cAMP trong tế bào, chúng cũng làm giảm phần hoạt tính của PKA trong tế bào và giảm lực co bóp.
Milrinone là một chất ức chế phosphodiesterase-3. Thuốc này ức chế hoạt động của phosphodiesterase-3 và do đó ngăn ngừa sự thoái hóa của cAMP. Với mức độ cAMP tăng lên, sự gia tăng kích hoạt PKA. PKA này sẽ phosphoryl hóa nhiều thành phần của tế bào cơ tim như kênh calci và các thành phần của myofilaments. Phosphoryl hóa các kênh calci cho phép sự gia tăng dòng calci vào tế bào. Sự gia tăng dòng calci này dẫn đến tăng khả năng co bóp. PKA cũng phosphorylates kênh kali thúc đẩy hành động của họ. Các kênh kali chịu trách nhiệm tái cực của các tế bào cơ tim do đó làm tăng tốc độ các tế bào có thể khử cực và tạo ra sự co lại. PKA cũng phosphoryl hóa các thành phần trên myofilaments cho phép Actin và myosin tương tác dễ dàng hơn và do đó làm tăng khả năng co bóp và trạng thái inotropic của tim. Milrinone cho phép kích thích chức năng tim độc lập với các thụ thể β-adrenergic dường như được điều chỉnh xuống ở những người bị suy tim.

## Sử dụng lâm sàng
Milrinone là một liệu pháp thường được sử dụng cho tăng huyết áp động mạch phổi nặng (PAH). Thường kết hợp với các loại thuốc khác như sildenafil 

## Tác dụng phụ
Trong những năm gần đây, nhiều nghiên cứu đã được thực hiện cho thấy sử dụng milrinone có thể gây ra tác dụng phụ có hại tiềm ẩn ở bệnh nhân suy tim. 